# Ctenucha
Ctenucha é um gênero de traça pertencente à família Arctiidae.